# Vlag van Waterschap Noord-Beveland

Vlag van Waterschap Noord-Beveland

De vlag van Waterschap Noord-Beveland is op onbekende datum vastgesteld als de vlag van het Waterschap Noord-Beveland. De vlag kan als volgt worden beschreven:
Drie even hoge banen van blauw, wit en blauw, met in het midden het wapenschild van 2/5 vlaghoogte
De vlag toont de kleuren van het wapen; in de laatste symboliseert de ingesprongen dwarsbalk de vier districten van het waterschap. De andere lasten zijn afgeleid van de wapens van de dorpen in het waterschap: de drie sterren voor Kortgene, twee golvende balken van Kats, een gesp van Wissenkerke en een patrijs van Colijnsplaat.
Vanaf 1980 is de vlag niet langer als de vlag van deze waterschap in gebruik omdat het waterschap Noord-Beveland in het nieuwe waterschap Noord- en Zuid-Beveland op is gegaan.

## Verwante afbeeldingen

Wapen van Waterschap Noord-Beveland

Aa en Maas · Amstel, Gooi en Vecht · Brabantse Delta · Delfland · De Dommel · Drents Overijsselse Delta · Fryslân · Hollands Noorderkwartier · Hollandse Delta · Hunze en Aa's · Limburg · Noorderzijlvest · Rijn en IJssel · Rijnland · Rivierenland · Scheldestromen · Schieland en de Krimpenerwaard · De Stichtse Rijnlanden · Vallei en Veluwe · Vechtstromen · Zuiderzeeland
Voormalige waterschappen: 
De Aa · De Aarlanden · Alblasserwaard en de Vijfheerenlanden · De Alm · Amelander Grieën · Amstel- en Gooiland · Amstelland · Boarn en Klif · De Bovenvecht · Drentse Aa · Duurswold · Eemszijlvest · Goeree-Overflakkee · Gouwelanden · Groot Maas en Waal · Groot-Haarlemmermeer · Groot-Waterschap van Woerden · Groote Waard · Haarlemmermeerpolder · Hulster Ambacht · IJsselmonde · Krimpenerwaard · Land van Heusden en Altena · Het Lange Rond · Lauwerswâlden · Leidse Rijn · Linge · De Maaskant · Het Maasterras · Mark en Dintel · Marne-Middelsee · Meer en Woude · De Middelsékrite · De Nederwaard · Noord-Beveland · Noord- en Zuid-Beveland · Noord-Limburg · Noord-Veluwe · Noordhollands Noorderkwartier · Noordoostpolder · Noordwoude · Oldambt · Oude IJssel · De Overwaard · De Proosdijlanden · Purmer · Regge en Dinkel · De Runde · Salland · Schermer · Schieland · De Schipbeek · Schouwen-Duiveland · Sevenwolden · De Stellingwerven · Tholen · Tusken Waed en Ie · Uitwaterende Sluizen in Kennemerland en West-Friesland · De Vechtlanden · De Vier Noorder Koggen · Het Vrije van Sluis · De Waadkant · Walcheren · Waterland · De Waterlanden · Westergo's IJsselmeerdijken · Westerkwartier · Westfriesland · Wilck en Wiericke · Wilhelminapolder · Zuiveringschap Limburg